# Колесник, Павел Автономович
Павел Автономович Колесник (1915—1944) — советский лётчик бомбардировочной и минно-торпедной авиации ВМФ СССР во время участник Великой Отечественной войны, Герой Советского Союза (22.02.1944). Гвардии старший лейтенант (16.07.1942). 

## Биография
Родился 14 (27) июня 1915 года в селе Степановка (ныне — Винницкий район Винницкой области Украины). В 1936 году окончил энергомеханический техникум в Виннице. 
В августе 1936 года был призван на службу в Рабоче-крестьянский Красный Флот. В 1939 году окончил Военно-морское авиационное училище имени Сталина в Ейске. Проходил службу в авиации Балтийского флота, где в июле 1940 года был зачислен младшим лётчиком в 41-ю отдельную авиационную эскадрилью. Позднее стал в ней же пилотом. 
С первого дня Великой Отечественной войны — на её фронтах. Воевал в составе той же эскадрильи, до весны 1942 года на гидросамолете МБР-2 совершил более 100 вылетов. Участвовал в Прибалтийской и Ленинградской оборонительных операциях, а затем в обороне Ленинграда. Отвага Колесника в боях в районе озера Самро была отмечена благодарностью главнокомандующего Северо-Западным направлением Маршала Советского Союза К. Е. Ворошилова. Осенью 1941 года на Волховском фронте Колесник на своём морском тихоходе по четыре-пять раз в день бомбил и штурмовал гитлеровские войска. 
В апреле 1942 года лейтенант Колесник был переведён в 1-й гвардейский минно-торпедный авиационный полк, в котором воевал далее пилотом и лётчиком. Имея боевой опыт, во фронтовых условиях освоил самолёт-торпедоносец и бомбардировщик Ил-4. В первый год боевой работы в этом полку летал на бомбовые удары по военно-морском базам и портам (включая Хельсинки и Котка), а также по аэродромам Красногвардейск, Луга, Псков. 18 вылетов совершил на постановку морских минных заграждений (поставил мины непосредственно на входном рейде Таллина, заблокировав работу Таллинского порта на 10 суток) и ещё 6 — на уничтожение таких же вражеских заграждений.
А летом 1943 года основной задачей боевой работы экипажа Колесника стало торпедирование вражеских плавсредств. В ночь с 7 на 8 июня 1943 года он открыл боевой счёт потопленным кораблям, отправив на дно транспорт врага.
К январю 1944 года лётчик 1-го гвардейского минно-торпедного авиаполка 8-й минно-торпедной авиадивизии ВВС Балтийского флота гвардии старший лейтенант Павел Колесник к середине декабря 1943 года выполнил 199 боевых вылетов (считая с июня 1941 года). Торпедными ударами потопил 3 транспорта, 1 танкер и 1 финский плавучий маяк. В ходе Ленинградско-Новгородской наступательной операции в ночь с 16 на 17 января 1944 года экипаж Колесника обеспечивал групповые удары своего полка по уничтожению немецких объектов в городе Ропша, имея задачу первым точно выйти на цель и обозначить её осветительными авиабомбами для ударных экипажей. В эту ночь он 4 раза выполнял эту опаснейшую задачу (по одиночному самолёту вели огонь все зенитные средства противника), в результате гвардейцы 1 гв мтап уничтожили немецкие доты и орудия противника, а также штаб немецкой дивизии.
Указом Президиума Верховного Совета СССР от 22 февраля 1944 года за «образцовое выполнение боевых заданий командования на фронте борьбы с немецкими захватчиками и проявленные при этом отвагу и геройство» гвардии старшему лейтенанту Павлу Автономовичу Колеснику присвоено звание Героя Советского Союза. Однако Орден Ленина и медаль «Золотая Звезда» он получить не успел.
Пока представление к награде проходило путь по вышестоящим штабам, Павел Колесник в декабре 1943 года стал командиром звена. А 20 февраля 1944 года он потопил ещё один немецкий транспорт водоизмещением до 5000 тн.
6 марта 1944 года экипаж П. А. Колесника не вернулся с боевого задания по установке морского минного заграждения у эстонского побережья в Финском заливе.

## Награды
- Герой Советского Союза (22.02.1944)
- орден Ленина (22.02.1944)
- три ордена Красного Знамени (15.07.1943, 2.10.1943, 28.02.1944)
- орден Красной Звезды (19.02.1942)
- медаль «За оборону Ленинграда» (1943)

## Память
- В честь П. А. Колесника названы школа и улица в Степановке, школы в Пестово и Санкт-Петербурге[2].
- В г. Пионерском Калининградской области в его честь названа улица и установлена мемориальная доска.
- В городе Винница на здании учебного корпуса № 2 бывшего техникума (ныне колледж), в котором учился П. А. Колесник, также установлена мемориальная доска.
- Имя Героя увековечено на Мемориале погибшим над морем авиаторам ВВС КБФ в посёлке Лебяжье (Борки) Ломоносовского района Ленинградской области[4].